# Izba Pamięci Lotników w Kędzierzynie-Koźlu
Izba Pamięci Lotników 15 Armii Powietrznej USAAF oraz Robotników Przymusowych i Jeńców Wojennych – prywatne muzeum położone w Kędzierzynie-Koźlu. Placówka ma swą siedzibę w Osiedlowym Domu Kultury „Lech” i jest prowadzona przez Stowarzyszenie „Blechhammer -1944”.
Zbiory muzeum upamiętniają amerykańskich lotników 15 Armii Powietrznej, którzy w okresie od lipca do grudnia 1944 roku uczestniczyli w nalotach na niemieckie zakłady przemysłowe: Oberschlesische Hydriewerke A.G. w Blachowni (Blechhammer), IG Farben Heydebreck w Kędzierzynie oraz Schaffgotsch Benzin Werke i GmbH Kokerei Odertal w Zdzieszowicach (tzw. „bitwa o benzynę”).
Ponadto ekspozycja upamiętnia więźniów tutejszych obozów koncentracyjnych oraz obozów pracy podczas II wojny światowej, którzy budowali zakłady przemysłowe oraz pracowali w nich.

W skład ekspozycji wchodzą fragmenty zestrzelonych samolotów (amerykańskich, niemieckich i rosyjskich), mundury lotnicze, wyposażenie lotnicze oraz stanowisk obrony przeciwlotniczej a także liczne dokumenty, mapy i fotografie. 

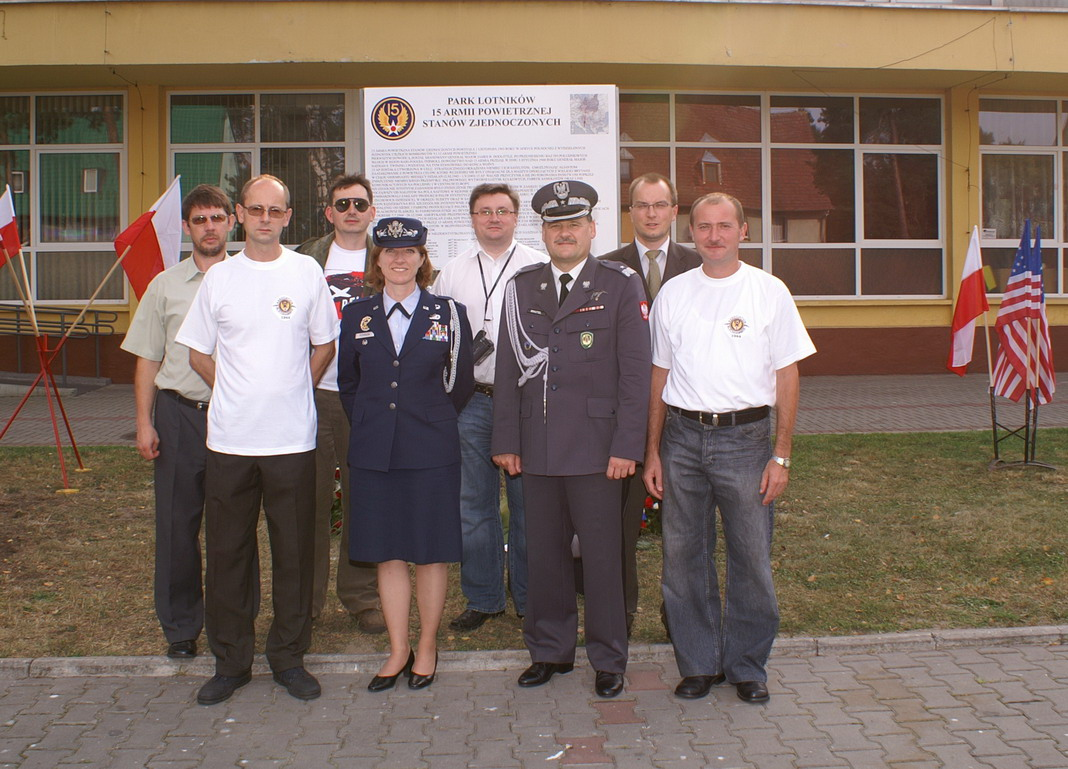
Tablica lotników 15 Armii, odsłonięta przed ODK Lech – siedzibą muzeum

W 2007 roku muzeum otrzymało wyróżnienie Marszałka Województwa Opolskiego.
Muzeum jest czynne w czwartki oraz po uprzednim telefonicznym uzgodnieniu.